# Polycitoridae
Polycitoridae zijn een familie van zakpijpen (Ascidiacea) uit de orde van de Aplousobranchia.

## Geslachten
- Archidistoma Garstang, 1891
- Brevicollus Kott, 1990
- Cystodytes Drasche, 1884
- Eucoelium Savigny, 1816
- Eudistoma Caullery, 1909
- Exostoma Kott, 1990
- Millarus Monniot C. & Monniot F., 1988
- Polycitor Renier, 1804
- Polycitorella Michaelsen, 1924
- Rhombifera Pérès, 1956
- Salix Kott, 2005